# Rhoda Rennie
Rhoda Lillian Rennie (Benoni, 2 maggio 1909 – Johannesburg, 11 marzo 1963) è stata una nuotatrice sudafricana.
Specializzata nello stile libero ha vinto una medaglia di bronzo nei 4×100m sl alle olimpiadi di Amsterdam 1928. Negli stessi giochi partecipò anche ai 100m sl e ai 400m sl, venendo tuttavia eliminata al primo turno in entrambe le competizioni. Si dedicò poi al golf con ottimi risultati conseguendo il titolo di "Transvaal women's golf champion".
Si ritirò a vita privata, precipitando poi in un profondo stato di depressione e si uccise con un colpo al cuore nella sua casa di Johannesburg.